# Сафун-Узень
Сафун-Узень (также Софу-Узень,  Софук-Узень; укр. Сафун-Узень, крымскотат. Sofu Özen, Софу Озен) — горная речка на южном берегу Крыма, на территории городского округа Алушта. Согласно справочника «Поверхностные водные объекты Крыма» и работе Олиферова и Тимченко «Реки и Озёра Крыма» — левый приток реки Улу-Узень, на современных картах — левая составляющая (вместе с правой — Узень-Башем) Улу-Узеня. Длина водотока 5,0 километров, площадь водосборного бассейна — 12,0 км². Топонимический словарь трактует слово «Софу», как название обитателей мусульманских монастырей (текие) в Крыму — так река названа на карте южного Крыма из сборника Петра Кеппена 1836 года.
Высота истока — 951 м над уровнем моря. Речка начинается из многочисленных источников на южном склоне вершины Эклизи-Бурун Чатыр-Дага. Николай Рухлов, в труде «Обзор речных долин горной части Крыма» 1915 года, называл три из них, наиболее мощных: с левого («чатырдагского») склона вливались «Хачи-чокрак» с дебитом 59600 вёдер в сутки и «Улуху-чокрак» — 22560 вёдер; на правом склоне находился родник «Хайрам-Таш», дававший 23980 вёдер. Бассейн реки покрыт широколиственным буковым, дубовым и грабовым лесом.
По справочнику у Сафун-Узеня 3 безымянных притока, длиной менее 5 километров, на карте подписан водоток Саурган, вытекающий из одноимённого источника: в материалах Партии Крымских Водных изысканий 1915 года родник Соурга — начало одной из безымянных балок, впадающих в реку; в путеводителе «Чатыр-Даг» родник Саурган — исток Сафун-Узеня. Среднемноголетний сток, измеренный близ устья, составил 0,095 м³/сек, водоохранная зона реки установлена в 50 м. Сафун-Узень сливается с Узень-Башем на высоте 208 м над уровнем моря, согласно же некоторым источникам с 1979 года впадает в Изобильненское водохранилище.